# Шашинг, Аннабель
Аннабель Шашинг (нем. Annabel Schasching; род. 26 июля 2002, Австрия) — австрийская футболистка, полузащитница немецкого «Лейпцига» и национальной сборной Австрии.

## Клубная карьера
Заниматься футболом Аннабель Шашинг начала в 2009 году в клубе «Юнион» из города Санкт-Эгиди в Верхней Австрии. Она прошла обучение в Государственном тренировочном центре в Рид-им-Иннкрайсе, после чего осенью 2016 года была принята в Национальный центр развития женского футбола в Санкт-Пёльтене.
Свою взрослую карьеру начала в январе 2018 года, выступая за «Санкт-Пёльтен». В июле 2020 года перешла в «Штурм» из Граца, где к лету 2021 года стала игроком основного состава. По итогам сезона 2021/22 Шашинг стала лучшим бомбардиром чемпионата, а также была признана Австрийским футбольным союзом игроком сезона. По итогам 2022 года стала 5-й в списке лучших австрийских футболисток.
В зимнее трансферное окно сезона 2022/23 она перешла в немецкий «Фрайбург». Дебютировала в немецкой Бундеслиге 4 февраля 2023 года, выйдя в стартовом составе против «Вольфсбурга». Свой первый гол в лиге забила в апреле 2023 года в ворота мюнхенской «Баварии». В августе 2023 года вошла в состав командного совета «Фрайбурга».
2 апреля 2025 года на веб-сайте «Лейпцига» было объявлено о том, что сезон 2025/26 Шашинг начнёт в этом клубе: с футболисткой был заключен контракт до июня 2027 года.

## Карьера в сборной
С 2017 по 2020 годы Шашинг выступала за национальные команды сборные Австрии различных возрастов: до 16, до 17 и до 19 лет.
Первый вызов в основную сборную Австрии получила 19 марта 2021 года. Предполагалось, что она проведёт свой первый матч за главную команду страны 11 апреля 2021 года против Финляндии, однако целый ряд футболисток «Штурма» получил положительный результат теста на COVID-19, вследствие чего её дебют был отложен на 30 ноября 2021 года, когда она вышла на замену на 81-й минуте отборочного матча к чемпионату мира 2023 против Люксембурга.
22 июня 2022 года забила свой первый гол за национальную команду в товарищеском матче против Черногории. 
4 июля 2022 года была включена в состав австрийской команды для участия в финальной стадии Евро-2022.

## Достижения

### Командные
Штурм
- чемпионка Австрии (1): 2019
- финалистка Кубка Австрии (1): 2022

 Фрайбург
- финалистка Кубка Германии (1): 2023

### Личные
- лучший бомбардир чемпионата Австрии 2021/22[нем.] — 15 голов
- лучший игрок чемпионата Австрии 2021/22[нем.]